# Gemeinde (Niederlande)

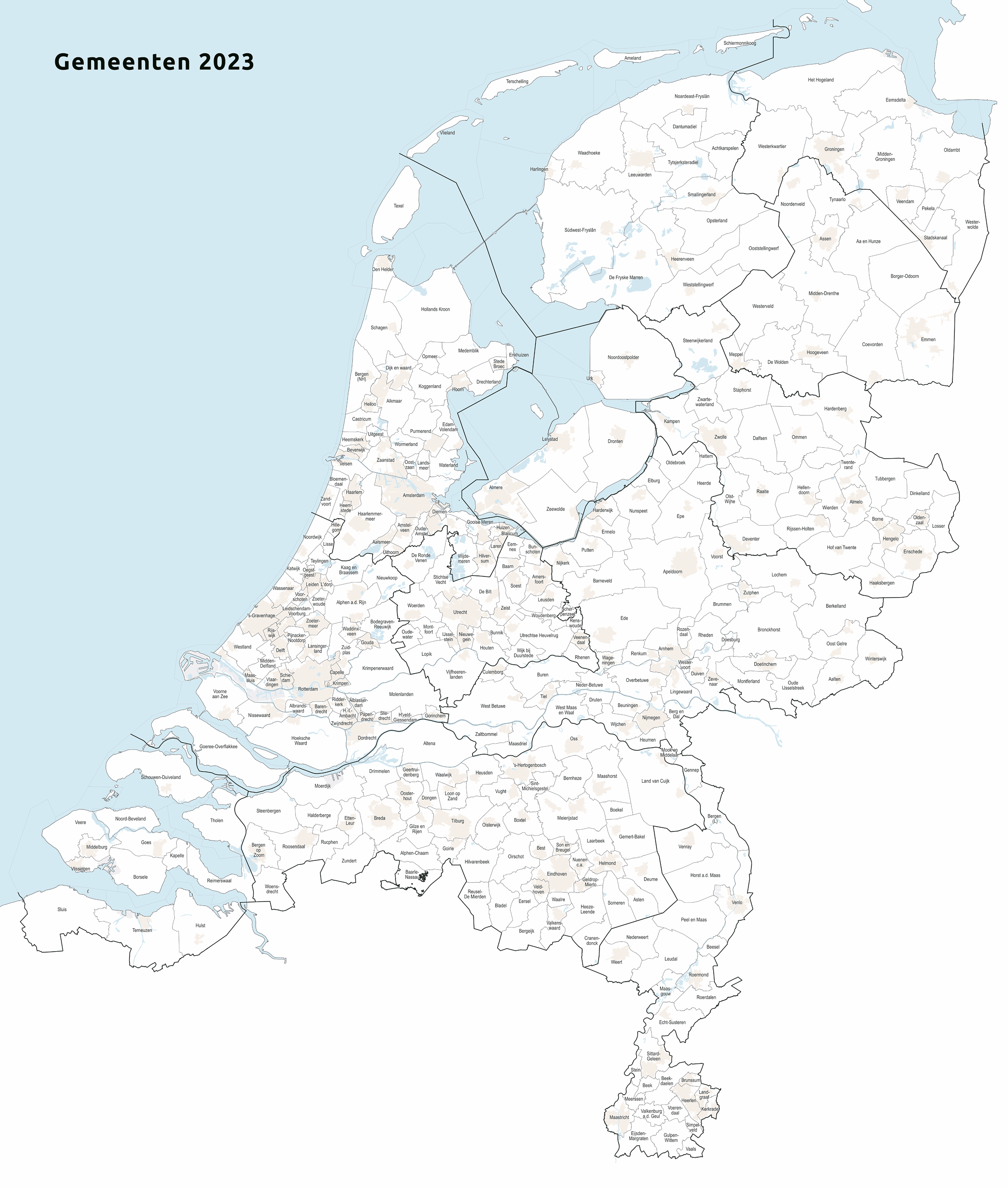
Karte der niederländischen Gemeinden, 2023

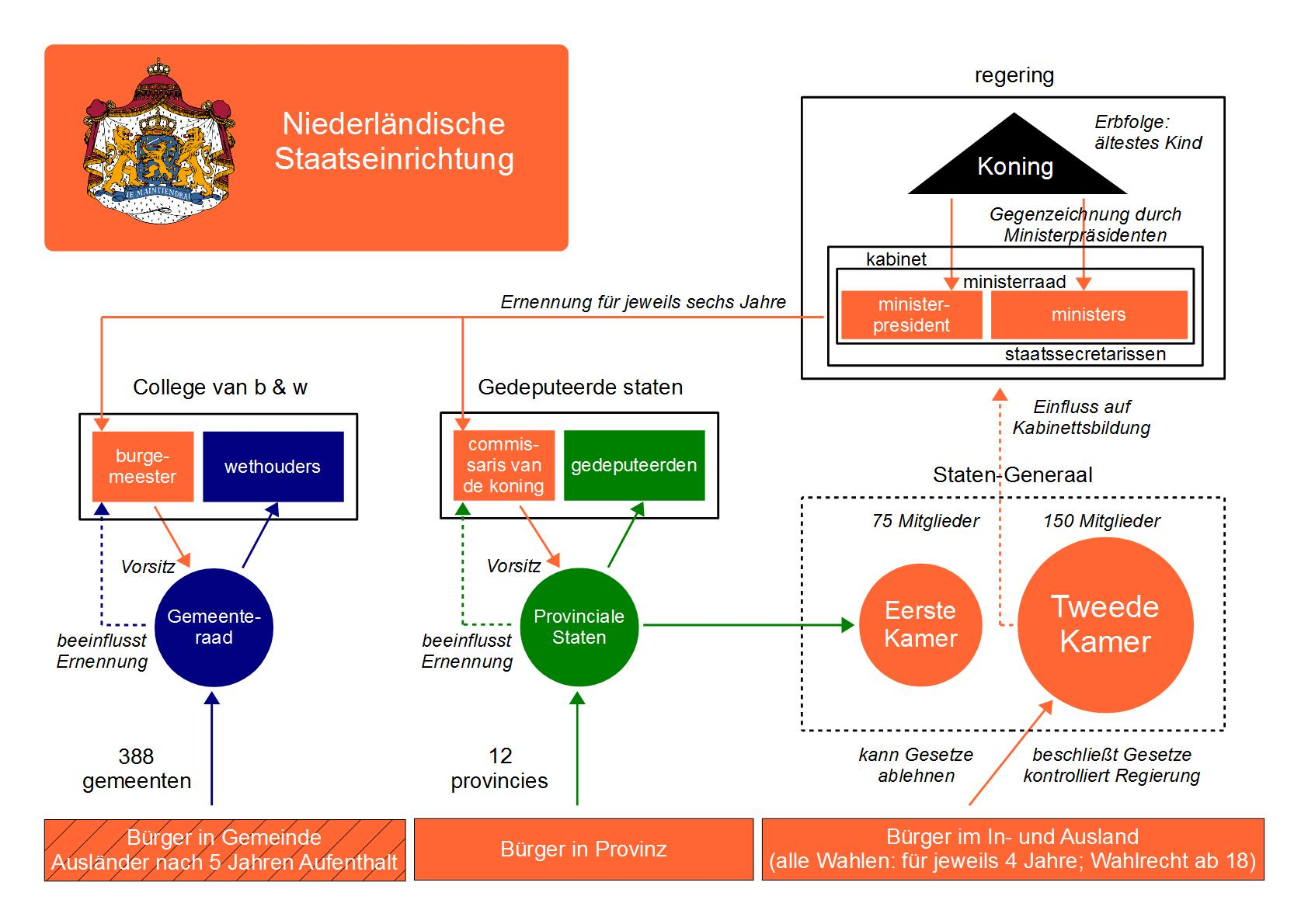
Der Aufbau des niederländischen Staates mit Gemeinden, Provinzen und der Reichsebene

Eine Gemeinde (niederländisch gemeente) ist in den Niederlanden die dritte und unterste Verwaltungsebene nach der Reichsobrigkeit und den Provinzen. Seit dem 1. Januar 2023 gibt es 342 Gemeinden in den Niederlanden. Es besteht die Tendenz, kleinere Gemeinden zusammenzulegen. 2012 setzte sich die Regierung unter Rutte sogar das Ziel, in Zukunft nur noch Gemeinden mit mindestens 100.000 Einwohnern zu haben.
Bei der europäischen NUTS-Einteilung wird NUTS1 den landsdelen Norden, Süden, Osten und Westen zugesprochen (jeweils drei Provinzen, zum Beispiel der Norden: Groningen, Friesland, Drenthe). NUTS2 ist eine Provinz und NUTS3 die COROP-Regionen; damit sind vierzig Einheiten gemeint, die aus jeweils mehreren Gemeinden bestehen, zum Beispiel die Achterhoek, Zaanstreek oder Noord-Overijssel. Die landsdelen und die COROP-Regionen dienen allerdings nur der Statistik. Verwaltungstechnisch gibt es nur die Provinzen und die Gemeinden, letztere entsprechen der LAU2, da es eine LAU1 in den Niederlanden nicht gibt.
Eine Gemeinde konnte dem Gemeindegesetz zufolge Teilgemeinden (niederländisch deelgemeenten) einrichten. Davon hatten nur Amsterdam und Rotterdam Gebrauch gemacht, die beiden größten Städte des Landes. Die Gemeinde Rotterdam beispielsweise hatte 11 Teilgemeinden, jeweils mit einem eigenen deelgemeenteraad. Die Abschaffung der Teilgemeinden bzw. die Abschwächung als bloße Dezentralisierung der Gemeindeverwaltung war ebenfalls ein Ziel der Regierung von Mark Rutte.
Ansonsten kann eine Gemeinde aus beliebigen Ortschaften zusammengesetzt sein, die keine entsprechende Bedeutung im Staatsaufbau haben. So besteht die Gemeinde Oude IJsselstreek aus einer Kleinstadt, zwölf Dörfern und einigen weiteren Ortschaften. Manchmal heißt die Gemeinde genauso wie eine der Ortschaften, man unterscheidet dann zum Beispiel zwischen gemeente Berg en Dal und plaats Berg en Dal. Bei postalischen Adressen gibt man in der Regel den plaatsnaam (deutsch Ortsnamen) an. Wer im Dorf Milsbeek in der Gemeinde Gennep wohnt, schreibt in seinen Briefkopf daher Milsbeek, nicht Gennep.
An der Spitze der Gemeinde steht das College van burgemeester en wethouders (der Gemeindevorstand). Der Bürgermeister wird von der nationalen Regierung ernannt, die wethouders (deutsch Beigeordneten) vom gemeenteraad (Gemeinderat) gewählt. Allerdings wird der Gemeinderat vor der Ernennung des Bürgermeisters gehört und hat in der Regel den entscheidenden Einfluss. Die Bürgermeisterposten in den größten Städten des Landes werden hingegen teilweise nach den Machtverhältnissen im nationalen Parlament vergeben.